# Rödgul vinterlöpare
Rödgul vinterlöpare (Bradycellus verbasci) är en skalbaggsart som först beskrevs av Caspar Erasmus Duftschmid 1812.  Rödgul vinterlöpare ingår i släktet Bradycellus, och familjen jordlöpare. Arten är reproducerande i Sverige.

## Bildgalleri

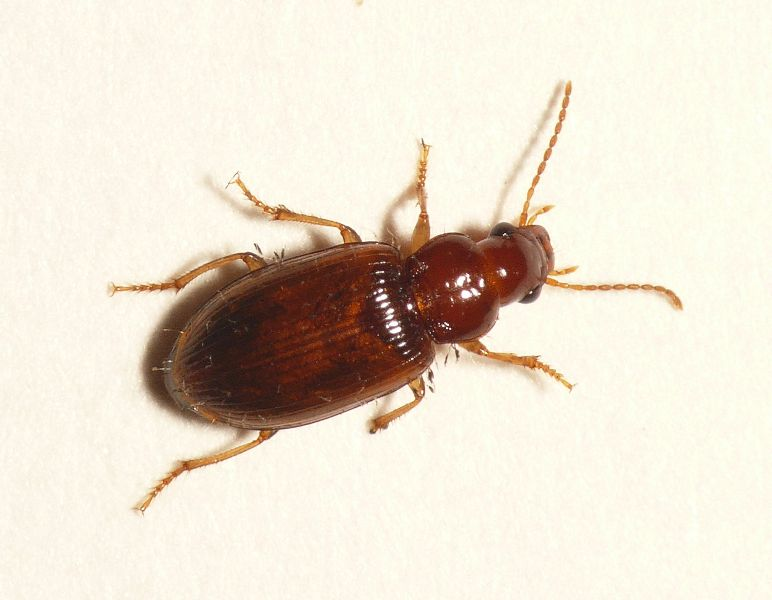